# Mana Neyestani
Mana Neyestani (en persa: مانا نیستانی‎; nacido en 1973) es un caricaturista, ilustrador y autor de cómics iraní. Ha sido publicado internacionalmente en revistas sobre economía, política y cultura. Es conocido por su activismo a favor de una reforma en Irán así como publicaciones sobre el tema en sitios de Internet en persa como Radio Zamaneh, Tavaana e IranWire. Alcanzó más difusión gracias a sus caricaturas de las elecciones iranís de 2009. Actualmente reside en Francia.

## Biografía

### Familia y formación
Neyestani nació en Teherán. Su padre, Manouchehr Neyestani (1936 - 1981), fue un poeta reconocido en Kermán mientras que su madre es originaria de Teherán. El caricaturista iraní Touka Neyestani es hermano mayor de Mana Neyestani.
Neyestani es graduado de arquitectura por la Universidad de Teherán.

### Carrera
Neyestani comenzó su carrera como caricaturista en 1990. En 1998 se volvió caricaturista editorial para el semanario persa de breve existencia Zan, publicación enfocada en derechos de la mujer.
Entre 1998 y 2000 trabajó para diversos periódicos reformistas, como Asr-e Azadegan, Sobhe Emrooz, Mosharekat, Azad, Neshat y Aftab-e Emrooz.
De 2003 a 2006 Neyestani estuvo a cargo de la sección infantil del semanario Iranjome, medio ahora censurado.

### Arresto y exilio
En 2006 la publicación de una caricatura en Iranjome le valió ser arrestado y encarcelado durante tres meses en la prisión de Evin.
Poco después, mientras esperaba juicio, Neyestani escapó de Irán junto con su esposa (Mansoureh) rumbo a Malasia. En 2011 se estableció en París y colaboró con ICORN (Red internacional para Ciudadanos Refugiados).
En 2010 fue reconocido con el premio al valor en la caricatura editorial de la Cartoonists Rights Network, International.
Actualmente publica sus caricaturas en medios iraníes en exilio como Radio Zamaneh, Tavaana: E-Learning Institute for Iranian Civil Society e IranWire.

## Controversia
En mayo de 2006, Neyestani publicó una caricatura en la sección infantil del semanario estatal Iranjome en la que un niño trataba de comunicarse con una cucaracha y esta respondía «Namana?».
La palabra es usada en persa para referir que algo no se entiende, pero también significa «¿Qué?» en azerí, por lo que fue tomada como ofensa por personas de la minoría azerí de Irán.
Esto llevó a protestas contra el gobierno que fueron reprimidas violentamente por el gobierno iraní, con un saldo reportado de 19 muertos.
La respuesta del gobierno incluyó el arresto de Neyestani y el editor del semanario, Mehrdad Ghasemfar, que fueron encerrados en confinamiento solitario en la prisión de Evin en circunstancias que el mismo Neyestani describió como «kafkianas».
La experiencia del arresto inspiró su novela gráfica «Una metamorfosis iraní».

## Libros
- «L’Araigneé de Mashhad», 2017. Novela gráfica basada en la vida de Said Hanai (1962-2002), un asesino serial iraní conocido como «la araña Mashhad» (de donde obtiene el título) que creía cumplir con la ley sharia y fue ejecutado tras su arresto.[5]
- «An Iranian Metamorphosis», 2012. Novela gráfica biográfica basada en el arresto de Neyestani en 2006 y los 3 meses de encierro en la prisión de Evin. Fue editada en español como «Una metamorfosis iraní».[5]
- Saga de «Las aventuras del señor Ka», que comprende:[5]
  - «Hogopsi», 2013.
  - «Puzzle Asheghaneh Aghai-e Kha» («El rompecabezas del señor Ka»), 2004.
  - «Khaneh Ashbah» («La Casa de los Fantasmas»), 2001.
  - «Kaboos» («Pesadilla»), 2000.

## Reconocimientos
- «Award for courage in editorial cartooning» en 2010 de la Cartoonists Rights Network International.[6]